# Kaskö kyrka
Kaskö kyrka är en kyrkobyggnad i den finländska kuststaden Kaskö i Svenska Österbotten. Den ligger på Kyrkotorget. Kyrkan stod färdig år 1965 och byggdes efter ritningar av arkitekt Erik Kråkström. I kyrkan finns det sittplatser för cirka 200 personer. Kyrkans orgel är gjord av Kangasala orgelbyggeri 1966.